# Santa Marta de Magasca
Santa Marta de Magasca è un comune spagnolo di 359 abitanti situato nella comunità autonoma dell'Estremadura.